# Ozawa Akihito
Ozawa Akihito (小澤 章人 Ozawa Akihito, sinh ngày 10 tháng 8 năm 1992) là một cầu thủ bóng đá người Nhật Bản. Anh thi đấu cho Blaublitz Akita.

## Sự nghiệp
Ozawa Akihito gia nhập câu lạc bộ tại Giải bóng đá Nhật Bản SP Kyoto FC năm 2015. Anh chuyển đến câu lạc bộ tại J1 League Albirex Niigata năm 2016, then to câu lạc bộ J3 League Blaublitz Akita năm 2017.

## Thống kê câu lạc bộ
Cập nhật đến ngày 20 tháng 2 năm 2017.
| Thành tích câu lạc bộ | Thành tích câu lạc bộ | Thành tích câu lạc bộ | Giải vô địch | Giải vô địch | Cúp                   | Cúp                   | Tổng cộng | Tổng cộng |
| Mùa giải              | Câu lạc bộ            | Giải vô địch          | Số trận      | Bàn thắng    | Số trận               | Bàn thắng             | Số trận   | Bàn thắng |
| Nhật Bản              | Nhật Bản              | Nhật Bản              | Giải vô địch | Giải vô địch | Cúp Hoàng đế Nhật Bản | Cúp Hoàng đế Nhật Bản | Tổng cộng | Tổng cộng |
| --------------------- | --------------------- | --------------------- | ------------ | ------------ | --------------------- | --------------------- | --------- | --------- |
| 2015                  | SP Kyoto FC           | JFL                   | 5            | 0            | 0                     | 0                     | 5         | 0         |
| 2016                  | Albirex Niigata       | J1 League             | 0            | 0            | 0                     | 0                     | 0         | 0         |
| 2017                  | Blaublitz Akita       | J3 League             | 0            | 0            | 0                     | 0                     | 0         | 0         |
| Tổng                  | Tổng                  | Tổng                  | 5            | 0            | 0                     | 0                     | 5         | 0         |